# Batrachorhina cristata
Batrachorhina cristata là một loài bọ cánh cứng trong họ Cerambycidae.